# Túpac Yupanqui
Túpac Inca Yupanqui, Tupa Inga o Tupa Inga Yupangui (Cuzco, circa 1441–Chinchero, c. 1493)[cita requerida] fue el décimo inca o soberano del Imperio incaico. Fue hijo y sucesor en el trono del inca Pachacuti, junto al cual asumió el correinado probablemente entre los 15 y 30 años de edad (entre c. 1456 y c. 1461). Luego, tras la muerte de su padre, se hizo cargo absoluto del poder.
Primero como auqui (awki ‘señor’) y luego como inca empleó la mayor parte de su tiempo en campañas bélicas de conquista o «pacificación», e, incluso, de exploración. Estas últimas lo llevaron a Quito por el norte, el río Maule por el sur, el país de los opataris y el Paititi por el este y Mangareva por el oeste. Sin embargo, también tuvo activa participación en el gobierno. Así, estableció a los curacas, realizó el primer censo general, distribuyó el trabajo, asignó impuestos, cimentó a los mitimaes, continuó la construcción de los grandes caminos, ordenó las cárceles, propagó el culto al Sol e implantó un calendario basado en sí mismo, embelleció con palacios la ciudad de Tomebamba en honor de su recién nacido Huayna Cápac y fundó la ciudad de Quito.
Tomó como esposa principal a su hermana Mama Ocllo Coya (homónima de la esposa del primer Inca), en la cual tuvo pocos hijos. Sin embargo, dejó fuerte descendencia entre concubinas y esposas secundarias.
Murió en Chinchero, tal vez envenenado por una de sus esposas llamada Chuqui Ocllo para favorecer a su hijo. Sin embargo, tras haberlo escogido como sucesor, se rectificó a último momento y designó como inca (emperador) al muy joven Huayna Cápac. Su momia perduró hasta la guerra civil incaica, durante la cual los soldados quiteños de los generales Quizquiz y Chalcuchímac la quemaron en venganza por haber conquistado Quito. La Cápac Panaca, que conforma su descendencia, recogió las cenizas y las habría escondido por Calispuquio junto a su deidad tutelar.

## Origen
Túpac Yupanqui nació en el Cuzco cerca del año 1440. Fue hijo legítimo de Pachacútec y de su hermana esposa Mama Anahuarque. Se destacó como un guerrero excepcional y un emperador relevante; los cronistas Fernández de Palencia, Sarmiento de Gamboa y Cieza de León lo describen como "gran señor y muy valiente", "de pensamientos altos" y "el gran rey Túpac Inca Yupanqui", respectivamente.
Sin embargo, no era el heredero predestinado siendo el más joven de los hijos del soberano. En efecto Pachacútec, siguiendo una práctica establecida por su padre Huiracocha Inca, había asociado al trono a su hijo Amaru Inca Yupanqui en los últimos años de su reinado, pero este era muy pacífico y bondadoso ―lo llamaban «el Bueno». Se cuenta que cuando lo mandaron (prácticamente obligaron) a combatir contra los guaraníes fue derrotado. Tales actitudes hicieron cambiar de opinión a Pachacútec, por lo que nombró como su sucesor a Túpac Yupanqui y, cuando el Inca se encontraba ya muy anciano, le dejó asumir casi todo el poder (cogobierno). Otros autores afirman que Túpac Yupanqui fue desde un inicio designado sucesor y que su hermano, al ser informado de que debía servirle, lo aceptó de buen grado.
Después de ser elegido como auqui, o príncipe heredero, correinó al lado de su padre sirviéndolo como Apuquispay o jefe máximo de sus ejércitos iniciando con ello una larga lista de conquistas.

## Correinado
La elección recayó en el joven Túpac Yupanqui, quien hasta entonces había recibido una estricta educación dentro del Coricancha. El príncipe fue puesto, sin tiempo de por medio, al frente de un ejército y enviado a probar sus cualidades frente al enemigo. Pachacútec, por supuesto, no quiso correr riesgos y encomendó el segundo mando a su hermano Cápac Yupanqui, de probada experiencia, con la tarea de supervisar el trabajo de su hijo, pero este pronto demostró que no necesitaba tutores y que naturalmente fue traído para el oficio de las armas.
En la campaña posterior, el joven Auqui ejerció el mando en solitario y logró resultados memorables que enorgullecieron a su augusto padre. Pachacútec había encontrado al deseado sucesor.

### Conquistas como Auqui

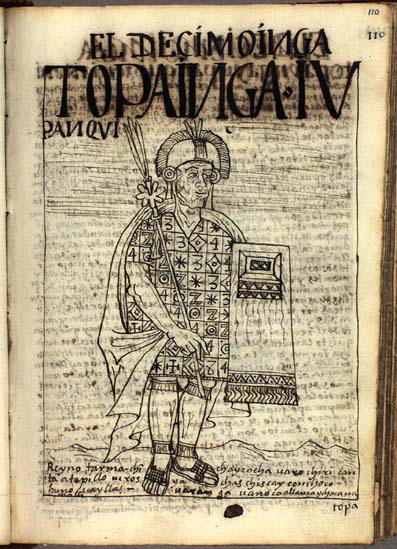
Túpac Yupanqui, según dibujo de Guamán Poma de Ayala.

Las primeras campañas del entonces príncipe Túpac Yupanqui se dieron en el norte del Cuzco y tuvieron como escenario de los enfrentamientos, primero la región de Hatun Xauxa, luego se extendieron a los territorios alrededor de la meseta de Bombón y terminaron con la conquista de los huaylas y la posesión de Cajamarca.
Posteriormente, el joven conquistador intentó un atrevido ataque al reino Chimú, dirigiendo su atención a su amurallada ciudad capital: Chan Chan. Ante esto, Túpac Yupanqui elaboró una certera estrategia: desviar el río Moche, principal proveedor de agua para Chan Chan. Como la ciudad se encuentra en medio del desierto, no tardó muchos días en anunciar la rendición.
Después de esta primera expedición volvió al Cuzco con un cargado botín y muchos orfebres y artesanos que fueron de gran utilidad en la enseñanza de estas artes en la capital. Descansó ahí dos años, y enseguida salió nuevamente por el norte anexando más etnias y derrotando otras que por su «salvajismo» no las anexaría por no ser de interés. Luego siguió la conquista de los territorios dominados por los chachapoyas, una fuerte etnia que liderada por un hábil guerrero, Chuqui Sota, ofreció una feroz resistencia, atrincherándose en la fortaleza de Piajajalca, pero que finalmente tuvo que rendirse.
Túpac Yupanqui hizo otra rápida incursión hasta Huancabamba, último lugar conquistado y la dirección seguía siendo el norte, hacia Ayabaca y los territorios del departamento de Piura. Era la tierra de los tallanes y bracamoros, este último gente salvaje que empeñaba duro, pero no detenía a los ejércitos del Cuzco.
Más adelante se encontraba el área de influencia de los cañaris, un poderoso pueblo que dominaba la región. Túpac Yupanqui intentó un acuerdo, pero los orgullosos habitantes se negaron a someterse y, habiéndose aliado con el igualmente combativo Quillaco de Quitu, lucharon abiertamente.
Por primera vez en su vida Túpac Yupanqui se arriesgó a la derrota y sólo su valentía decidió el día. Al darse cuenta del derrumbe de sus tropas, el príncipe no dudó en lanzarse, con su guardia personal, a la refriega y anuló el resultado del enfrentamiento. Los líderes de los cañaris perecieron en la batalla y el líder de los Quillaco, Pillaguaso fue capturado. Toda la región quedó ahora en manos de los incas que ocuparon Tomebamba, llegando incluso hasta la misma Quito.
Túpac Yupanqui se asentó en la región, cuidando de asimilarla a las costumbres del imperio y, para ello, introdujo las técnicas constructivas de los incas, levantando suntuosos palacios en Tomebamba, elegida, para la ocasión, capital de las tropas en el campo. Mientras esperaba aquí para emprender nuevas iniciativas, tuvo el placer de ver el nacimiento de su hijo, Titu Cusi Hualpa, quien luego sería su sucesor con el nombre de Huayna Cápac. Al volver al Cuzco luego de 4 años, se le tentó comandar otra campaña de conquista por el Chinchaysuyo, en el golfo de Guayaquil, donde derrotó a los punaeños y a los paches.
Por el sur, su mirada se dirigió al valle de Cañete y al señorío del Huarco. Aliado con los chinchas, creyó que su victoria sería segura pero los hechos le demostrarían lo contrario. Su campaña por esas tierras, la más ardua que habría de luchar en su vida y que le sirvió mucho en su desarrollo como guerrero, le tomó cerca de cinco años. Por esto decidió apelar a otros recursos para conseguir la derrota definitiva de tan recia gente. En efecto, mandó emisarios para señalarles a los líderes de la región (encabezados por una fiera mujer guerrera) que ambas naciones alcanzarían una alianza con el fin de mutuo beneficio entre ambos, siendo que los del huarco aportarían constantemente alimentos y productos al Imperio mientras que los incas respetarían su autonomía. Ante esto, grandes celebraciones se darían inicio y en plena fiesta los soldados del joven Túpac Yupanqui irrumpirían contra las principales posiciones defensivas para tomarlas. Esto lo conseguirían en todos los reductos, salvo en la fortaleza de Ungará.
Aquí la lucha se hizo más dura y costó muchas vidas el tomarla. Finalmente, viéndose rodeados y deseosos de salvar sus cuerpos de la furia del príncipe imperial, los sobrevivientes se lanzaron desde lo alto de la fortaleza en un salto que años más tarde emularía el famoso Cahuide ante los conquistadores españoles. A su llegada al lugar, Túpac Yupanqui, congestionado por la ira, ordenó que todos los prisioneros fueran ajusticiados y colgados de esos muros como escarmiento a todos los pueblos que siguieran su ejemplo.
Decidido finalmente a regresar al Cuzco, Túpac Yupanqui se detuvo a visitar el famoso oráculo de Pachacámac que su madre le había recomendado honrar. El príncipe se sometió a un larguísimo ayuno y sus devociones fueron recompensadas porque declaró que tuvo la visión del dios que le habría mandado construir un templo en su honor.
Cargado de honores y botines, Túpac Yupanqui finalmente regresó a la capital incaica.

## Gobierno

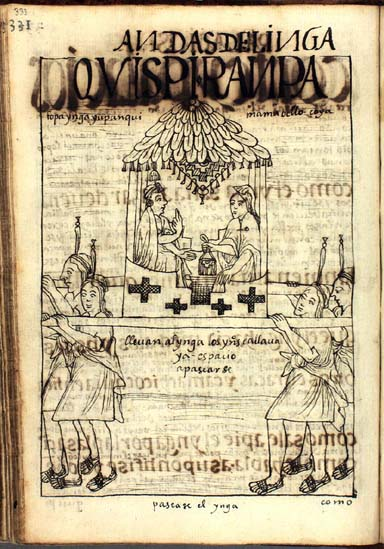
Andas del Inca. Túpac Yupanqui y Mama Ocllo Coya sentados en su trono o ushnu, de Felipe Guamán Poma de Ayala, en Primer nueva corónica y buen gobierno.

El recibimiento de Pachacútec a sus ejércitos victoriosos fue grandioso. Entre otras cosas, el anciano emperador tuvo la grata sorpresa de conocer al jovencísimo Huayna Cápac y quedó encantado, al punto de recomendarlo a su hijo como su futuro heredero. La celebración incluía el desarrollo de un simulacro de batalla y el soberano quería encomendar el mando de una escuadra a su nieto que era un niño de unos diez años.
Pasadas las fiestas, el anciano soberano, que ya se sentía cercano al final, recomendó a su hijo el destino del imperio y, poco después, murió llorando junto a todos sus familiares. Su muerte, sin embargo, se mantuvo en secreto hasta que las familias representativas del imperio se pronunciaron sobre su sucesión.
En 1471, con la muerte de Pachacútec, Túpac Yupanqui fue coronado con la mascapaicha como Sapa Inca a sus 30 años aproximadamente. En afanes de continuar la expansión del imperio dirigió una campaña en el Antisuyo (región selvática).

### Conquistas al sur del imperio
El nuevo señor del Cuzco estaba, sin embargo, más inclinado a la vida militar que a encabezar un imperio, con todas las implicaciones burocráticas necesarias. Confiando en la ayuda de su hermano Amaru Inca Yupanqui, del que era muy fiel y capaz, se dispuso a continuar la actividad a la que se sentía más inclinado: la de conquistador.

#### Conquistas en la selva amazónica
Al este de la cordillera de los Andes se extendía la selva amazónica con sus bosques inmensos e inexplorados, pero el ansioso soberano no se dejó intimidar ni siquiera por la trampa de la naturaleza. El ejército inca se adentró en lo más profundo de los bosques en busca de territorios que conquistar.
La verdadera dificultad no eran los nativos, pocos e intimidados aunque estuvieran equipados con flechas envenenadas, sino la maraña de vides y la falta de caminos. El Inca inventó nuevas estrategias. Sus hombres más ágiles subieron a los árboles más altos y señalaron el camino orientándose con los ríos, pero aun así la marcha fue muy lenta y dificultosa.
Aunque diezmado por la enfermedad, el ejército cuzqueño aún logró ocupar la región del río Paititi, la actual Madre de Dios y obtuvo la obediencia de las tribus de los Opataris, los Manosuyos, los Manaríes y los Chuncos.
En esa coyuntura llegó la noticia de que el Collao estaba sublevado, siendo liderados los rebeldes por Coaquiri, y que era imprescindible volver al altiplano andino. Túpac Yupanqui no puso tiempo en el medio y, a marchas forzadas, recuperó el frescor de sus montañas natales, probablemente agradecido por la oportunidad de abandonar esos bosques insalubres que tan mal convenían a la naturaleza de sus soldados acostumbrados a vivir en grandes alturas.

#### Sublevaciones en el Collao
Su campaña fue mortal y los alborotadores fueron de derrota en derrota. Posteriormente fueron conquistadas Llallahua, Asillo, Arapa y Pucara y derrotados definitivamente sus defensores.
Como eran rebeldes, Túpac Yupanqui no tuvo piedad y sus líderes fueron ejecutados de inmediato. Por desprecio fueron desollados y con sus pieles fueron hechos tambores de guerra dejados como dotación al ejército.
Sólo después de haber eliminado definitivamente cualquier foco de rebelión y de haber obtenido el sometimiento de los Charcas, señores de la región conocida más tarde como Alto Perú, el Inca volvió al Cuzco.

#### Conquistas al Collasuyo

Expansión del Imperio incaico.

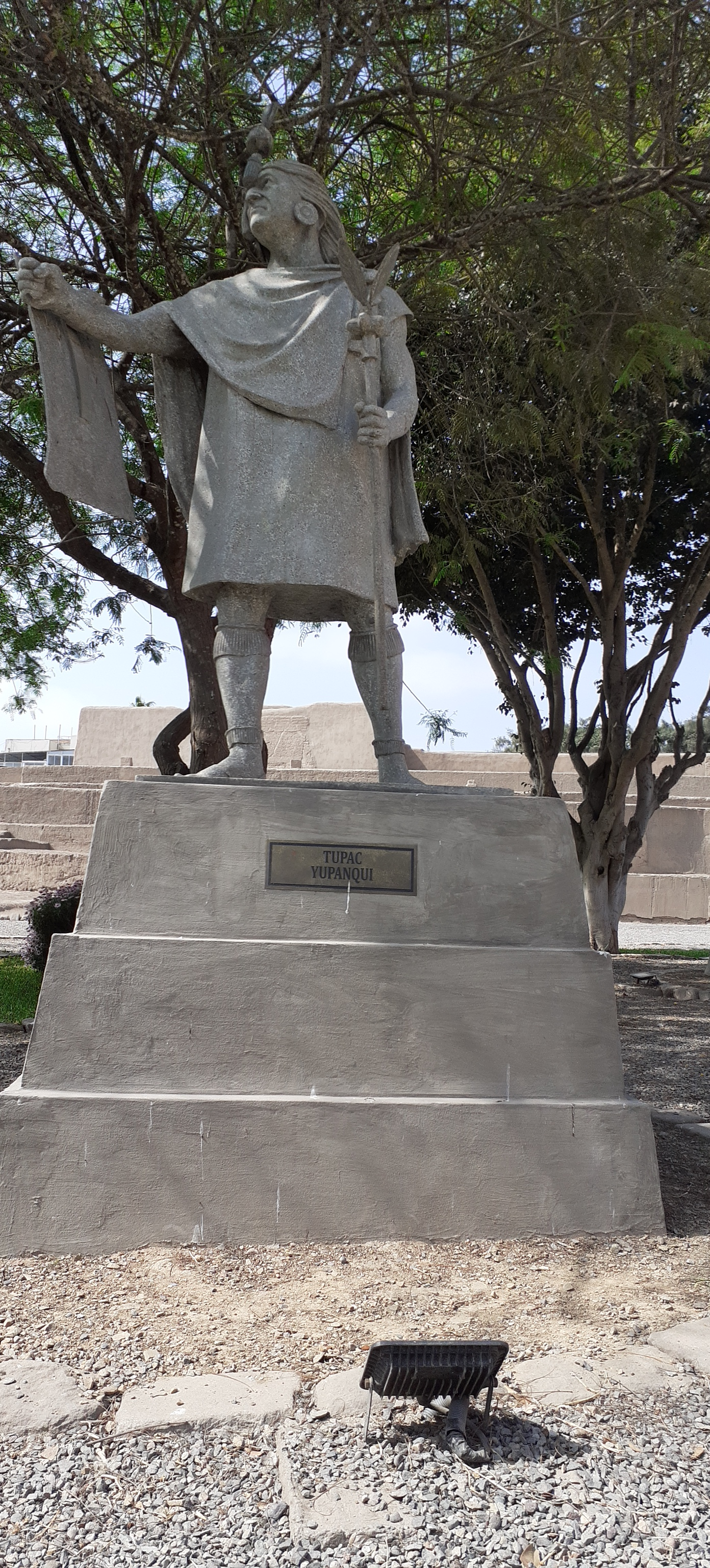
Monumento a Túpac Yupanqui. Escultura de Franco Ochoa.

El carácter indomable del soberano, sin embargo, no tenía por qué permitirle un largo descanso. Quedaban inmensos territorios al sur del imperio, casi inexplorados y el Inca decidió ir allí con sus tropas.
Túpac Yupanqui siguió el camino por los Andes, el mismo que seguiría después Diego de Almagro. Sin embargo, sus ejércitos desconocieron las dificultades vividas por los conquistadores españoles y llegaron fácilmente al río Maule.
Aquí se encontraron enfrentados a la etnia mapuche, pueblo orgulloso e indomable que defendería sus tierras del dominio de los españoles hasta 1800. Los incas los derrotaron en batalla y sus líderes Michimalongo y Trangolonco se vieron obligados a rendirse, pero su resistencia fue tan dura como para convencer a Túpac Yupanqui de que no siguiera más al sur.
En efecto, según Cristóbal de Molina, el Inca habría enviado una fuerza expedicionaria al Estrecho de Magallanes, pero la descripción de esta tierra fría y desolada lo habría convencido de fijar las fronteras del imperio en el río Maule y regresar al Cuzco después de instalar una guarnición en el río.
La crónica "Suma y Narración de los Incas”, de Juan de Betanzos (a. 1551), es una de las crónicas más autorizadas que se escribieron sobre el Imperio Incaico debido a que fue confeccionada sobre la base de los datos proporcionados por la gente allegada a la corte de Cuxirimay Ocllo, antigua esposa del Inca Atahualpa que casó luego con Betanzos. Efectivamente, en la Introducción del libro de Juan de Betanzos publicado por María del Carmen Rubio (2004) se indica que Betanzos  (pág.. 16): “…interrogaba a sabios, guerreros y personajes de avanzada edad que todavía conservaban en la memoria los hechos sucedidos en las campañas expansivas o represivas de Tupac Inca Yupanqui o de Huayna Cápac, y a otros muchos más…”: “…de esta forma, el cronista obtuvo las noticias necesarias que le permitieron escribir y describir, casi según oía, los hechos sucedidos durante los años esplendorosos del gobierno incaico…”.
En los capítulos XXXIII al XXXV, Betanzos describe el alzamiento de los “collas” a quienes Tupac Yupanqui enfrentó y persiguió hasta llegar, primero a Arapa (cerca de Puno), luego a Chuquiabo (actual ciudad de La Paz) y posteriormente a Urocoto (probablemente Oronkota, al noreste del actual departamento de Potosí, en Bolivia).
Túpac Yupanqui (siempre según Betanzos), habría llegado posteriormente hasta: “…un río grande, que dicen ser el de La Plata…” y luego: “…fuese por la vera de él hasta que llegó a sus nacimientos, que dicen ser a las espaldas de Chile…//…pasó los puertos y cordilleras de nieve y montañas altas, sujetando y conquistando todo…”. 
De retorno de Chile, Tupac Yupanqui y sus ejércitos vuelven a entrar en territorio del Collasuyo pasando por Carangas, Aullagas, Chichas y Llipi (Lípez) hasta llegar a Chuquisaca, los Charcas, Pocona y Sabaypata, lugares en los cuales construye fortalezas y deja guarniciones de mitimaes. Siete años después de su partida, probablemente en 1478, retorna al Cuzco (“…y estuvo Túpac Inca Yupanqui, desde que salió del cuzco para pacificar esta  provincia de Collasuyo hasta que volvió a la ciudad del Cuzco, siete años…”. Betanzos, op. Cit., pag. 204).
Esta “hoja de ruta” que, según Betanzos, siguió Túpac Yupanqui, es coincidente con la que señala el Cápac Ayllu, un documento confeccionado en 1569 por quienes se consideraban a sí mismos: “… nietos de los Incas conquistadores…”, es decir, nietos de los Incas Túpac Yupanqui y Huayna Cápac (Rowe, J.H. Probanza de los Incas nietos de conquistadores”. HISTORICA. Vol. IX, N.º 2, [1569] 1985: 193-245). Este documento, confeccionado igualmente sobre la base de los datos proporcionados por los quipucamayos Incas todavía existentes, hace mayores especificaciones respecto a la zona que nos ocupa englobando regiones, etnias y datos de interés histórico importantísimos respecto no solamente de la actual zona de los chichas, chiriguanaes, el Tucumán y los juríes, haciendo ver que el conocimiento que los Incas tenían de toda esa zona era desde luego muy amplio.
Contiene, evidentemente, muchos de los datos del documento anterior pero ampliados, de tal forma que ambos documentos se complementan, uno a otro. En ambos es la misma “hoja de ruta” que los Incas conquistadores siguen, desde “los collas”, en el Altiplano, hasta “los juríes”, en el Tucumán, pasando por los chichas y varias otras zonas a las que caracteriza por el nombre de los pueblos que las habitaban. El paso que Túpac Yupanqui utilizó para llegar a los “chiriguanaes” fue seguramente la llamada “Puerta del Chaco”, por la actual localidad de Santa Ana y el que usó para llegar a Humahuaca y el Tucumán tuvo que haber sido el corredor que atraviesa los valles de Yavi y Livi Livi, única vía expedita y con caminos para llegar a esas zonas.
El proceso de su incursión a los "chiriguanaes" fue tras conquistar el Collao. A partir de 1470 Tupac Yupanqui se dirigió al sureste, donde se encontró con una variedad de pueblos de indios ajenos a los del Collao, se trató de integrarlos al imperio mediante el ámbito bélico debido la oposición de estos. Ya subyugados, incursionó el territorio y logró encontrarse con los chiriguanos, teniendo enfrentamientos con estos, posteriormente tuvo que abandonar la región para avanzar hacia el sur, llevándose consigo a muchos indios subyugados como mitimaes que serían puestos en las fortalezas del Tucumán. La integración de la región de estos indios no fue plenamente, puesto a que solo se dejó a sentinelas como vigías de los indios subyugados, y que sufrían constantemente los ataques de los chiriguanaes. Posteriormente, estos indios subyugados serían desperdigados a lo largo del imperio como mitimaes y esclavos, despoblando por completo la región en donde habitaban, y el cual sería del provecho de los chiriguanos.
En Chile desplazo a los diaguitas de los valles transversales y parte de los picunches (grupo mapuche septentrional) que habitaban el valle de Chile (el actual valle del Aconcagua o el valle del Mapocho) y algunas comarcas ubicadas al sur de él, produciendo que estos se desplazaran hacia tierra de mapuches, y allí se unieran los diaguitas y picunches con los mapuches, fijándose así los límites del Imperio Inca, en una zona que convencionalmente los historiadores y la arqueología extienden hasta el río Maule. Tomó el camino de regreso por la costa pasando por Pica, Huantajaya, Ariacca, Tácana y en Sama tomó rumbo hacia el Cusco.
El cronista Pedro Cieza de León expresa:

Caminó por toda la provincia del Collao hasta salir de ella, envió sus mensajeros a todas la naciones de las Charcas y Carangas y más gentes que hay en aquellas tierras. De ella, unos le venían a servir y otros a darles guerra... Yendo victorioso adelante de los charcas, atravesó muchas tierras o provincias y grandes despoblados de nieve hasta que llegó a lo que llamamos Chile y señoreó y conquistó todas aquellas tierras, en los cuales dicen llegaron hasta el río Maule. En lo de Chile, hizo algunos edificios y tributáronle de aquellas comarcas mucho oro en tejuelos. Dejó gobernadores y mitimaes y, puesto en orden lo que había ganado, volvió al Cusco
Pedro Cieza de León

### Conspiración en el Cuzco
Durante las campañas militares, el reinado de Túpac Yupanqui se desarrolló tranquilamente, dentro de sus fronteras, estando el Cuzco controlado por su fiel hermano Amaru a quien, entre otras cosas, también se le había encomendado la tarea de dirigir la panaca Cápac Ayllu establecida por el soberano reinante. Esto fue una anomalía porque, en rigor, Amaru Inca Yupanqui debió formar parte de la panaca de Pachacútec, pero se supone que fue una especie de reconocimiento a su renuncia al trono y a su actividad como garante del reino durante las numerosas ausencias del soberano conquistador.
En realidad se había producido una especie de motín, relatado por Cieza de León en su obra, pero debió de ser un episodio menor porque se resolvió sin la intervención del soberano.
Mientras el Inca estaba decidido a celebrar los ritos de la pubertad de uno de sus hijos recientes, sucedió que uno de sus hermanos, Topa Cápac, trató de levantarse y expulsarlo del reino.
Este hermano siempre había sido bien considerado por Túpac Yupanqui quien le había tenido un trato especial. Había sido su compañero de armas en la primera campaña cuando aún era Auqui y había sido nombrado por él, después de subir al trono, inspector general de todas las tierras recién conquistadas. En el desempeño de sus funciones Topa Cápac había reunido en todos los distritos del imperio a algunos fieles a su causa y con su contribución había prometido desbancar a su hermano del trono.
Sus intenciones, sin embargo, habían sido descubiertas antes de que sus partidarios pudieran llegar al Cuzco y el soberano, rápidamente apresurado, logró sofocar la rebelión de raíz. El culpable fue ejecutado de inmediato junto con los principales autores de la conspiración. En cuanto a los participantes menos comprometidos, Túpac Yupanqui actuó de manera diferente. Todos ellos fueron despojados de sus prerrogativas de nacimiento y transformados en yanaconas o servidores del emperador sin derecho a ciudadanía autónoma.

## Muerte
Túpac Yupanqui falleció en su palacio de Chinchero, a los 45 años de edad, a causa de una enfermedad desconocida. Existe la versión de que Chuqui Ocllo, una de sus esposas, lo convenció de que su hijo Cápac Huari lo sucediera, sin embargo Túpac Yupanqui designó como sucesor a su hijo Titu Cusi Hualpa (Huayna Cápac); esto provocó la ira en Chuqui Ocllo quien envenenó a Túpac Yupanqui aproximadamente en 1493.
Su momia, junto a su ídolo Cuxichuri, fue guardada por su panaca la Cápac Ayllu en su palacio de Pucamarca. Posteriormente en 1532, cuando el ejército de Atahualpa tomó la ciudad de Cuzco, las etnias que conformaban su ejército todavía guardaban un resentimiento inmenso a Túpac Yupanqui por haberlos conquistado. Estas etnias quemaron su momia en el Cuzco bajo el mando de Quizquiz. Sus cenizas fueron recolectadas por la Cápac Ayllu y ocultadas en Calispuquio, donde siguen escondidas hasta el día de hoy.

## Descendencia
Los numerosos hijos de Túpac Yupanqui se reunieron en la panaca fundada por el soberano. Fue el prestigioso Cápac Ayllu quien por su riqueza y poder le habría disputado el poder en el imperio a la otra gran panaca, la de Pachacútec, llamada Hatun Ayllu.
Durante la guerra civil entre Huáscar y Atahualpa, los miembros de la Cápac Ayllu tomaron posiciones por Huáscar y cuando llegó la derrota de este último fueron severamente castigados. Todos sus principales representantes fueron masacrados, las propiedades familiares confiscadas y la propia momia de Túpac Yupanqui ultrajada e incendiada.

## Teorías sobre Túpac Yupanqui

### Teoría del descubrimiento de la Polinesia

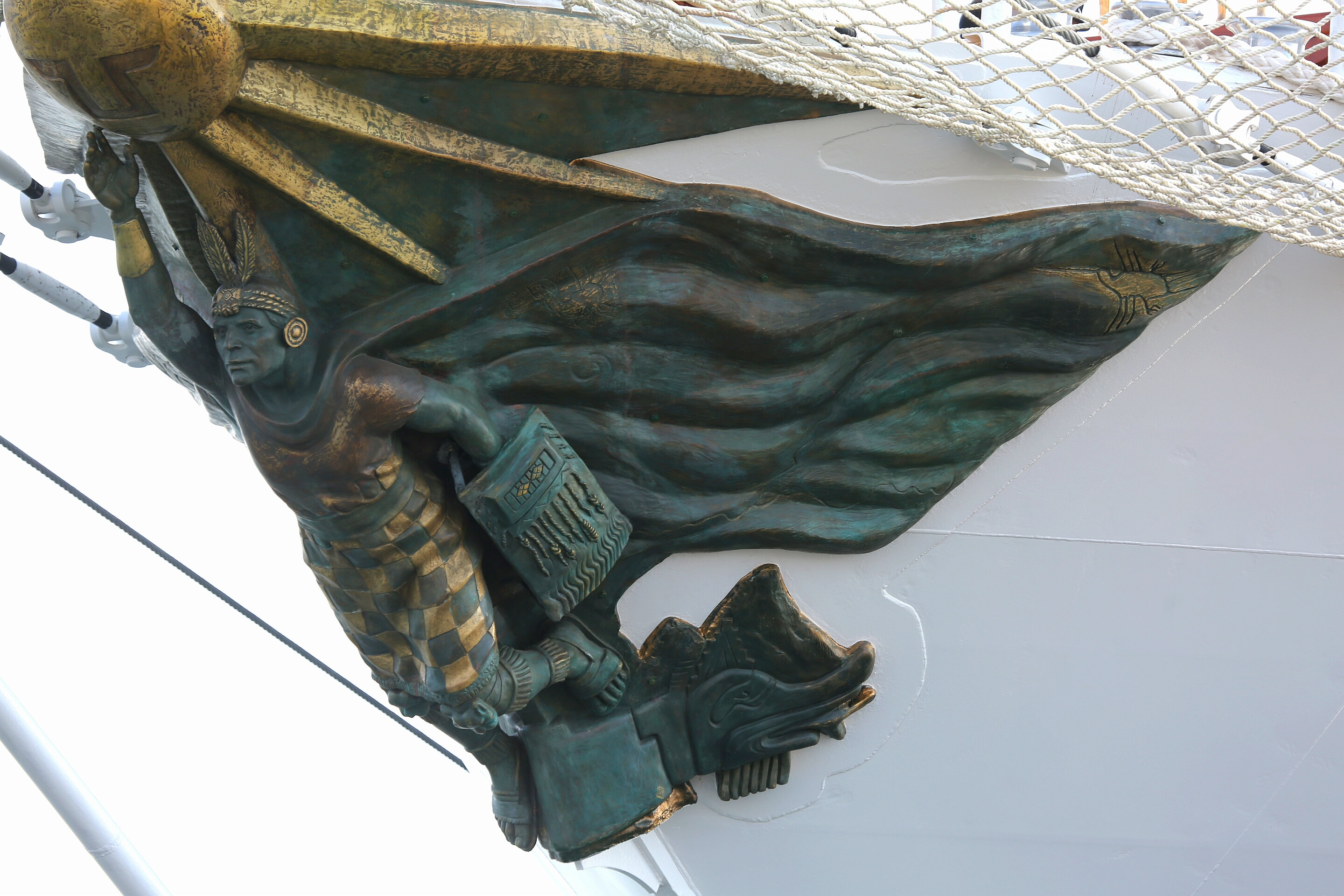
Mascarón de proa del BAP Unión (BEV-161), que representa a Túpac Yupanqui, el Inca navegante.

A partir de las obras realizadas por cronistas españoles Pedro Sarmiento de Gamboa, Martín de Murúa y Miguel Cabello Balboa durante la conquista; se recogieron una serie de relatos en los que se explica que Túpac Yupanqui, cuando se encontraba en la costa norte (en las islas Puná), habría tenido conocimiento de unas islas lejanas en las cuales encontraría oro, decidiendo ir en busca de ellas. Alistado una gran flota de balsas, habría zarpado con 20 000 expedicionarios, llegando a unas islas llamadas Ninachumbi y Ahuachumbi.
Estas crónicas dieron pie, al historiador José Antonio del Busto, para la formulación de una teoría sobre que esas dos islas serían Mangareva y Rapa Nui, basándose en treinta pruebas que asegura haber descubierto; entre ellas el hecho que en Mangareva existe una leyenda sobre un rey tupa, que vino del este en balsas con velas, trayendo orfebrería, cerámica y textilería y del que hasta hoy existe una danza. Un relato similar existiría en las islas Marquesas. Además, agrega que el Vinapú, en Rapa Nui, está construido en forma similar a las construcciones incaicas del Cuzco, y que el rey tupa en Rapa Nui habría tomado el nombre de Mahuna-te Ra'á, traducido como ‘hijo del Sol’ basándose en una leyenda Rapa Nui. Esta hipótesis es apoyada por la travesía que hizo el explorador noruego Thor Heyerdahl, denominada Kon-tiki en honor al dios de los incas, Huiracocha, el creador del universo, pues Kon-tiki es una advocación del mismo.
Los relatos narran que Túpac retornó a los dos años trayendo consigo gente negra (que serían prisioneros polinesios hallados en Mangareva), sillas de latón (que sería en realidad un trono de un material parecido a la tumbaga, recogido del reino de Chimú al terminar el viaje), pellejos y quijadas de caballos (que más podían haber sido de lobos marinos machos) que fueron conservadas en la fortaleza de Sacsayhuamán.

Y andando Topa Inga Yupanqui conquistando la costa de Manta y la isla de la Puná y Túmbez, aportaron allí unos mercaderes que habían venido por la mar de hacia el poniente en balsas, navegando a la vela. De los cuales se informó de la tierra de donde venían, que eran unas islas, llamadas una Auachumbi y otra Niñachumbi, adonde había mucha gente y oro. Y como Topa Inga era de ánimos y pensamientos altos y no se contentaba con lo que en tierra había conquistado, determinó tentar la feliz ventura que le ayudaba por la mar. Después de atisbar de cómo Túpac Yupanqui se entero de la existencia de unas islas auachumbi y ninachumbi, esto avisado y confirmado por un mercader llamado Autarqui. Se determinó ir allá. Y para esto hizo una numerosísima cantidad de balsas, en que embarcó más de veinte mil soldados escogidos. Navegó Topa Inga y fue y descubrió las islas Auachumbi y Niñachumbi, y volvió de allá, de donde trajo gente negra y mucho oro y una silla de latón y un pellejo y quijadas de caballo. Hago instancia en esto, porque a los que supieren algo de Indias les parecerá una caso extraño y dificultoso de creer.
Pedro Sarmiento de Gamboa

Resumiendo el alcance de su teoría sobre el viaje de Túpac Yupanqui a Polinesia, Del Busto reconocía que aún faltaba la comprobación de sus postulados, que dijo sustentar en "posibilidades" o "probabilidades":

Esto es algo que comenzó como una gran curiosidad de mi parte, eso sí no lo puedo negar. Lo convertí en una hipótesis de trabajo y hoy día es una teoría. Falta indudablemente la demostración. Encontrar cosas que evidencien la presencia de Túpac Yupanqui en 1465 por allá.
Antonio del Busto

### Teorías sobre la expedición a Chile

#### Versión de la batalla del Maule

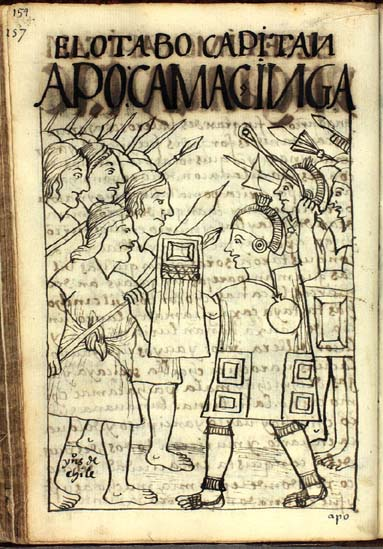
Confrontación entre mapuches (izquierda) y los incas (derecha). Dibujo del cronista Guaman Poma de Ayala.

El Inca Garcilaso de la Vega en su libro Comentarios Reales de los Incas y el español Alonso de Ercilla en el poema épico La Araucana relatan la expedición Inca con una sospechosa gran cantidad de detalles, dado que el primero la escuchó de niño y el segundo prácticamente la inventó. Llamando a este encuentro como batalla del Maule.
Según ambos autores, durante la campaña al sur se libró una guerra entre 20.000 hombres de Túpac Yupanqui y 20.000 guerreros de las tribus mapuches, al sur del Maule. El subgrupo Picunche, conocido como promaucaes por los españoles, enterados de la venida de los incas se aliaron con los subgrupos Antalli, Pincu y Cauqui. Los incas enviaron parlamentarios para que reconozcan a Túpac Yupanqui como soberano.
Los purumaucas decidieron dar batalla y se enfrentaron por tres días con los incas. Durante el enfrentamiento hubo muchos muertos en ambos bandos y ningún ejército vencedor. Al cuarto día decidieron no enfrentarse. Los purumaucas se retiraron del campo de batalla cantando victoria, en tanto los incas intentaron asegurar el control de pequeñas zonas conquistadas al norte del Maule. 

...duró la batalla todo el día sin reconocerse ventaja, en que hubo muchos muertos y heridos...El cuarto día...no salieron de sus alojamientos...los Purumaucas...se volvieron a sus tierras, cantando victoria...los Incas...resolvieron en volverse a lo que tenían ganado y señalar el río Maulli por término de su Imperio y no pasar adelante en su conquista hasta tener nueva orden de su Rey Inca Yupanqui...El Inca les envió a mandar que no conquistasen más nuevas tierras, sino que atendiesen con mucho cuidado en cultivar y beneficiar las que habían ganado...
Inca Garcilaso de la Vega, Comentarios reales

El potente rey inca aventajado, en todas las antárticas regiones, fue un señor en extremo aficionado, a ver y conquistar nuevas naciones... Los promaucaes de Maule, que supieron, el vano intento de los incas vanos, al paso y duro encuentro les salieron, no menos en buen orden que lozanos; y las cosas de suerte sucedieron, que llegando estas gentes a las manos, murieron infinitos orejones, perdiendo el campo y todos los pendones. [...] Los incas, que la fuerza conocían, que en la provincia indómita se encierra, y cuán poco a los brazos ganarían, llevada al cabo la empezada guerra; visto el errado intento que traían, desamparando la ganada tierra, volvieron a los pueblos que dejaron, donde por algún tiempo reposaron.
Alonso de Ercilla, La araucana

Estos dos relatos llevaron a algunos historiadores chilenos modernos a teorizar que, a la llegada de los españoles los mapuches habían hecho retroceder a los incas hasta el río Mapocho "mapuche" denominación que nunca correspondió al río, sino que a la línea divisoria entre ambos grupos, la cual se había desplazado en ese lapso de tiempo desde doscientos kilómetros al sur. Cabe destacar que al norte de esta línea permanecía un asentamiento perteneciente a Vitacura, uno de los principales lugartenientes de Túpac Yupanqui y que hasta el día de hoy designa a una comuna de Santiago, capital de Chile. Las mismas fuentes afirman que ya muy cansados por la prolongada ocupación, los incas buscaron en los intereses coloniales españoles y la ocupación pretendida por Diego de Almagro, la oportunidad de ajustar cuentas con su antiguo enemigo, pero ello derivó desafortunadamente para sus pretensiones en un nuevo retroceso, esta vez doscientos kilómetros al norte al valle del Choapa. Los escasos restos encontrados en el siglo XX hicieron suponer de que los incas nunca pudieron lograr su objetivo de asentarse y durante los meses siguientes a la batalla su subsistencia se centró en la recolección de frutos y el saqueo de pequeños poblados. La denominación inka, significa ‘ladrón’ en idioma mapuche,[cita requerida] lo que podría sugerir que nunca fueron bien recibidos por los locales, quienes en cantos ancestrales denuncian a los incas robando alimentos y realizando sacrificios humanos,[cita requerida] de lo cual derivaría el nombre Huelén (‘dolor’), denominación mapuche original del cerro Santa Lucía, en el centro de la actual ciudad de Santiago.

#### Versión de las expediciones incas al Chacao
Datos aportados por crónicas españolas, tales como el Informe de Miguel de Olavarría[cita requerida] o el del padre Giovanni Anello Oliva[cita requerida] en su Historia del Perú (publicada en una traducción al francés) indican que la expansión inca habría llegado más al sur, o que posteriormente se habría producido última expansión o invasión más al sur hasta el río Biobío.
Miguel de Oliveira afirma que "conquistaron y subjetaron a todos los indios que avia desde la Serena asta el gran río de Biobio como oy se ve e aver llegado hasta el dicho rio por los fuertes que hicieron en el cerro del Río Claro,[cita requerida] donde pusieron y tuvieron frontera a los indios del estado con quienes tuvieron muchas batallas"; mientras, por su parte, el padre Anello Oliva narra que Túpac Yupanqui "Sometió hasta el valle de Arauco, donde pasó el invierno, después de haber construido algunos fuertes. Sometió a continuación las provincias de Chiloé y de Chillcaras."[cita requerida]
El historiador José Antonio del Busto, en su obra sobre Túpac Yupanqui, recoge testimonios de varios cronistas como Cristóbal de Molina, los cuales comentan que Túpac Yupanqui cruzó más allá del Maule y el Biobío, alcanzando el Canal de Chacao, observando desde la orilla la Isla de Chiloé, considerándola el "fin de la tierra". Al apreciar estos últimos territorios improductivos, regresó al gobierno del Tahuantinsuyo, asentando sus fronteras en el río Maule.

"y esde saber que cuando los espanoles entraron en el Cuco había indios que se acordabande un senor Inga que se llamaba Tupa-Inga Yupangue, el cual fue padre de Guaynacaba,padre de Tabalipa y de Guascar y de Mango Inga, y dexo otros muchos, pero questostres fueron los mas principales, y los que los espanoles alcanzaron a los principios de lasierra haber. Este Tupa Inga Yupargue conquisto por su persona, según dicen los indios,la mayor parte de estos reinos, y fue muy valeroso e hizo y acrecento los caminos realesde la sierra y llanos quinientas leguas de aquella parte del Cuzco; este conquisto el Collao, que se rebelo muchas veces, y desde el Cuzco hasta las provincias de Chile, queson quinientas leguas, y toda su habitación fue desde el Cuzco hacia el estrecho de Magallanes, y trabajo mucho y al cabo vino a morir en el Cuzco, y sucediole su hijo Guainacaba, que en lengua de Cuzco quiere decir <<mancebo rico>>".
Cristóbal de Molina, el almagrista

#### Confines sur de los incas según la arqueología
A finales del siglo XX las investigaciones arqueológicas disputaban si la frontera permanente y estable inca se ubicaba en el Río Maipo o el Río Maule. Algunos autores, aceptando esa frontera estable, manejaron la posibilidad de una incursión pasajera hasta el Bío Bío, al tiempo que postulaban la existencia de focos o episodios dispersos de contacto económico y cultural (no violento) entre los incas y los indígenas del área de Arauco. Esta actividad, según estos autores, "en ningún caso" alcanza en su radio de influencia, la zona de Chiloé o Chacao.
Según los restos arqueológicos encontrados especialmente en la última porción del camino del inca que alcanza a avanzar aproximadamente un kilómetro de norte a sur en el centro de la capital de Chile se considera que no hubo una gran batalla como afirman Encilla o Garcilaso, sino que se produjeron algunos enfrentamientos entre los ejércitos incas y los pueblos mapuches, estos últimos luchando principalmente bajo la estrategia de guerrillas que más tarde aplicarían con los conquistadores españoles. A partir de esta conclusión, se considera que en estos enfrentamientos ganaron los incas por la mayor cantidad de fuentes y cronistas que lo apoyan, y también por los recientes descubrimientos de yacimientos arqueológicos bajo la ciudad de Santiago de Chile, que se presumía de fundación española.